# Arthur Kennedy
John Arthur Kennedy (17. února 1914 Worcester, Massachusetts, USA – 5. ledna 1990 Branford, Connecticut, USA) byl americký divadelní a filmový herec. 

## Kariéra
V roce 1949 získal cenu Tony za nejlepší herecký výkon ve vedlejší roli v Millerově hře Smrt obchodního cestujícího. Získal také Zlatý glóbus za nejlepší herecký výkon ve vedlejší roli ve filmu Trial z roku 1955 a byl pětkrát nominován na Oscara. Kromě toho si také zahrál ve filmech Šampion (1949), Bright Victory (1951), Peyton Place (1957), Some Came Running (1958) a Lawrence z Arábie (1962).

## Osobní život a smrt
V březnu roku 1938 se oženil s Mary Cheffey. Měli spolu dvě děti Laurie a Terence. V posledních letech svého života trpěl rakovinou štítné žlázy a oční chorobou. Většinu svého pozdního života strávil v Savannah ve státě Georgia, mimo pozornost veřejnosti. Zemřel na rakovinu 5. ledna 1990 ve věku 75 let.

## Filmografie (výběr)

### Filmy
- Šampion (1949)
- Bright Victory (1951)
- U řeky (1952)
- Muž z Laramie (1955)
- Trial (1955)
- Peyton Place (1957)
- Some Came Running (1958)
- Elmer Gantry (1960)
- Barabáš (1961)
- Lawrence z Arábie (1962)
- Nevada Smith (1966)